# Национальный медицинский университет имени А. А. Богомольца
Национальный медицинский университет имени А. А. Богомольца (укр. Національний медичний університет імені О.О. Богомольця) — высшее медицинское учебное заведение Украины, одно из старейших — отсчитывающее свою историю с 1841 года. Находится в Киеве.

## История
История Киевского медицинского университета берёт начало с рескрипта императора Николая I от 29 апреля 1840 года, которым было повелено в составе киевского университета Святого Владимира открыть медицинский факультет (основу его должна была составить переводимая в Киев Виленская медико-хирургическая академия). В 1841 году на факультет пришли первые 29 студентов — к 1917 году их число возросло почти в 50 раз. В 1875 году при факультете открылась клиника, в 1888 и 1891 годах к ней добавились специализированные клиники акушерства и гинекологии и детских болезней.
В результате нескольких реорганизаций в 1919—1921 годах медицинский факультет Киевского университета был преобразован в отдельный Киевский медицинский институт. C 1941 по 1944 год институт находился в эвакуации в Челябинске, где продолжал свою работу и впоследствии с помощью его профессорско-преподавательского состава был создан Челябинский медицинский институт.
В 1946 году институту было присвоено имя академика А. А. Богомольца; 17 ноября 1995 года указом президента Украины Л. Д. Кучмы университету присвоен национальный статус и его нынешнее название.

## Сегодняшний день
В настоящее время в Национальном медицинском университете Украины обучается более 10 тыс. студентов, в том числе около 1,3 тыс. иностранцев из 56 стран. Здесь работает около 1,2 тыс. преподавателей, среди которых 29 академиков, 163 профессора, 228 доктора наук. Структура вуза включает 10 факультетов, 87 кафедр, 2 научно-исследовательских института.
В числе выпускников университета академик Е. И. Чазов и писатель В. А. Коротич.